# Bataille de Phu Tong Hoa
Guerre d'Indochine
Batailles
- Opération Masterdom
- Bataille de Hanoï
- Opération Léa
- Bataille de Phu Tong Hoa
- Bataille de la RC 4
- Bataille de Vĩnh Yên
- Bataille de Mao Khê
- Bataille de Nghia Lo
- Bataille de Hòa Bình
- Opération Lorraine
- Bataille de Na San
- Bataille de Muong Khoua
- Opération Atlante
- Opération Camargue
- Opération Hirondelle
- Opération Brochet
- Opération Mouette
- Opération Castor
- Bataille de Diên Biên Phu
- Opération D
- Bataille du col de Mang Yang
- Extension au Laos

La bataille de Phu Tong Hoa a lieu le 25 juillet 1948 lors de la guerre d'Indochine.

## Déroulement
Situé sur la route coloniale n°3 bis (RC3 bis), à 18 kilomètres au nord de Bắc Kạn et à une centaine de kilomètres au sud de Cao Bằng, le petit village de Phu-Tong-Hoa est au pied d'un monticule, avec en surplomb, un poste de protection français.
Ce poste est constitué d'une enceinte de madriers et de terre battue, de quatre blockhaus d'angle et d'une protection extérieure constituée de champs de bambous acérés.
Le 25 juillet 1948, la 2e compagnie du 3e régiment étranger d’infanterie composée de 104 hommes et sous-officiers ainsi que 3 officiers, le capitaine Cardinal, le lieutenant Charlotton et le sous-lieutenant Bévalot, tient le poste.
Alors que depuis quelques jours les services de renseignement avaient décelé de forts rassemblements de troupes ennemies aux ordres directs du général Giáp, la garnison avait reçu, le 23 juillet, l'ordre de se préparer à évacuer le poste le 25. Mais cette évacuation fut annulée dès le lendemain.
Le même jour, des conditions météorologiques propices (forte pluie, visibilité limitée à 100 m) permettent à l'ennemi d'infiltrer plusieurs milliers d'hommes sur les pentes boisées à 7 à 800 m du fort. Deux pièces d'artillerie sont même mises en batterie : un canon de 77 mm japonais côté sud-ouest et un canon de 37 mm côté nord.
Le 25 juillet, l'attaque est déclenchée brutalement par 2 obus de 77 mm qui s'abattent sur le bloc sud-ouest. Plusieurs milliers de Bô Dôi se lancent à l'assaut du poste.
Le capitaine commandant la garnison est grièvement blessé par un éclat d'obus et décédera vers 4 h du matin le 26 juillet. Son adjoint, le lieutenant Charlotton organise alors la défense du poste en commandant des tirs de mortier de 3 pouces et de canon de 3,7 pouces.
Les tirs ennemis cessent vers 21h, laissant la place à l'assaut de l'infanterie ennemi annoncé par les trompes. Cet assaut se concentre sur les faces nord et ouest du camp retranché. Le bloc nord fait l'objet d'une lutte sans merci entre assaillants et défenseurs qui tour à tour en prennent possession.
Vers 21h30, les soldats Việt Minh pénètrent dans le camp fortifié. Les défenseurs ripostent alors par des tirs verticaux de mortier à l'intérieur du camp puis sur les alentours proches. Vers 22h30, des défenseurs valides entament une contre-offensive et le poste est repris vers 23h.
Les assaillants se replient alors.
À l'aube du 26 juillet, le poste radio réparé permet de reprendre contact avec la garnison de Bắc Kạn et de demander appuis et renforts. Deux avions Spitfire viennent alors survoler le camp où la garnison enterre ses morts et ceux de l'ennemi. 
Dans l'après-midi, une colonne de renforts ennemis en provenance du col de Deo  Giang est mise en fuite.
Dans la soirée du 26, des Junkers Ju 52 parachutent vivres et munitions et une colonne de secours se met en marche depuis Bắc Kạn, aux ordres du colonel Simon, chef de corps du 3e Étranger.
Le lendemain, 27 juillet, un avion de liaison sanitaire permet d'évacuer les blessés les plus graves. Mais la colonne de secours rencontre une forte résistance et approche lentement au prix de nombreux blessés. 
Au cours de la nuit, l'artillerie Việt Minh continue à tirer sporadiquement sur le poste.
Le 28 juillet, aux alentours de 19h, le colonel Simon franchit le poste de sécurité de Phu Tong Hoa et passe en revue la garde en tenue de parade légion. Une cérémonie s'ensuit, au cours de laquelle le chef de corps prononcera ces mots devant les survivants :
« Vous vous êtes montrés dignes de vos anciens du 3e Etranger ; la résistance héroïque du poste de Phu Tong Hoa s’inscrira parmi les grands faits d’armes de la Légion étrangère. Je vous en remercie ».

Le bilan des pertes côté français est de 24 tués dont 2 officiers (capitaine Cardinal et lieutenant Charlotton), 21 légionnaires et 1 artilleur ainsi que 33 blessés.
Les postes de la RC3 bis seront finalement abandonnés en octobre 1948.

## Source
- récit du sous-lieutenant Bevalot  in "Les cahiers de la mémoire" n°2
- Képi blanc n°734 - juillet 2011
- Képi blanc n°735 - août 2011